# Morgenstern (Heraldik)

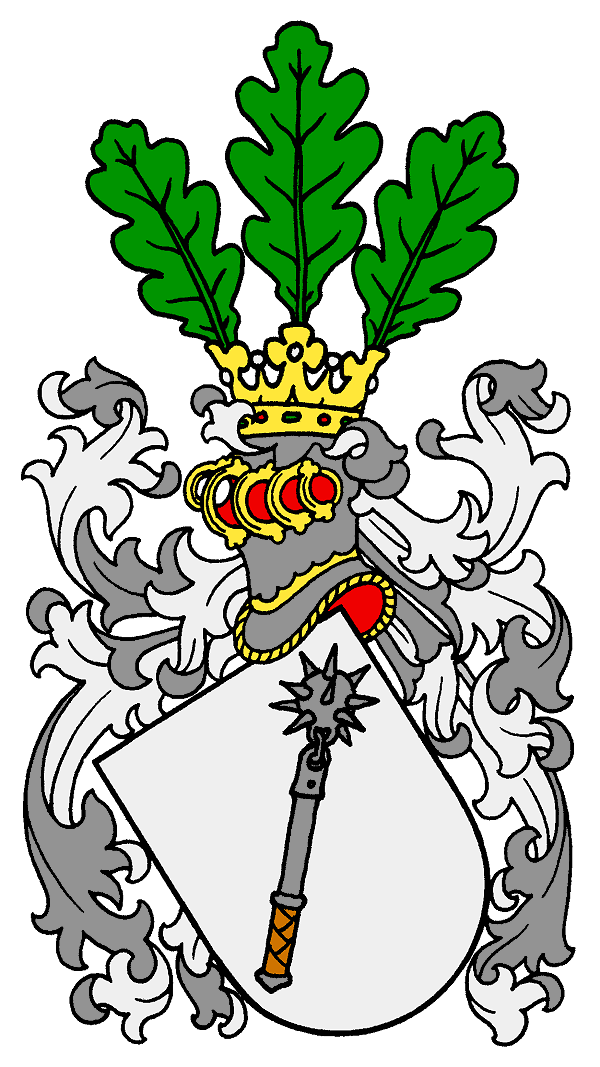
Der Morgenstern im Wappenschild (Beispiel)

Der Morgenstern, als eine Waffe aus der Gruppe der Streitkolben, ist in der Heraldik eine gemeine Figur und kann auch mit einer anderen Wappenfigur in einem Wappenschild oder Wappenfeld kombiniert werden. Diese Wappenfigur ist nicht sehr häufig. Die Darstellung orientiert sich am natürlichen Vorbild und alle heraldische Farben sind möglich. Gold und Silber sind die bevorzugten Tinkturen. 
Der Morgenstern ist von der Wappenfigur Pusikan zu unterscheiden und wird auch als Stachelstreitkolben bezeichnet. Er kann auch im Oberwappen sein.
Die Wappenfigur eignet sich für ein redendes Wappen der Familien mit dem Namen Morgenstern.

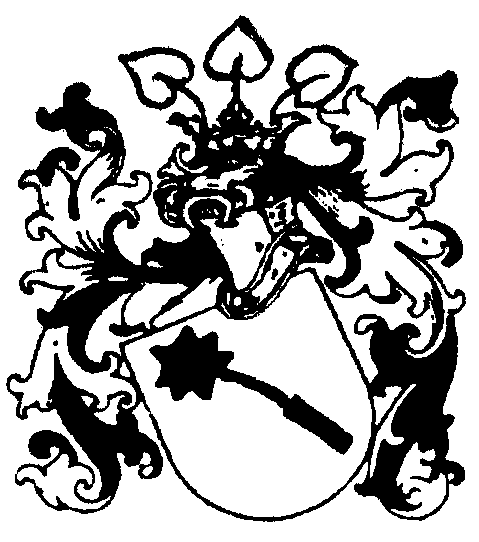
Morgenstern (Geschlecht)
Alkoven
Ampfing
Colmar
Eresing
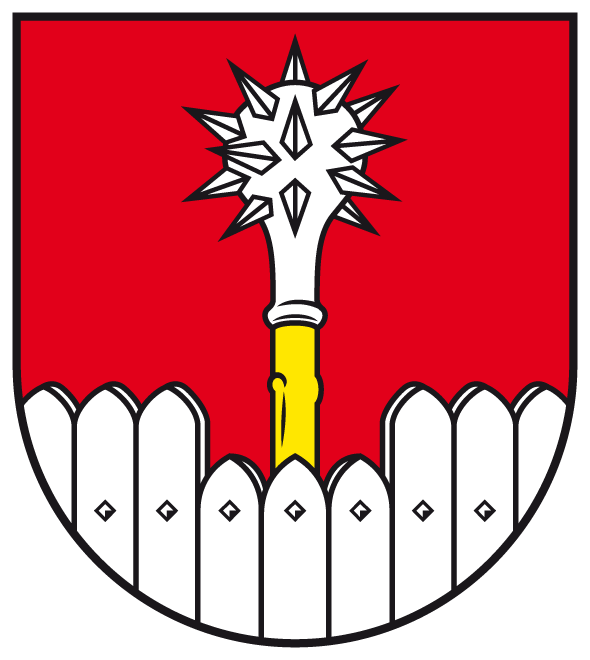
Eyershausen
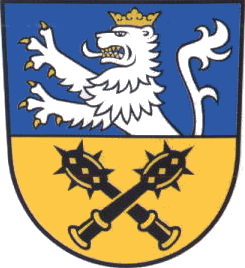
Ingersleben an der Apfelstädt
Altes Wappen von Kurikka
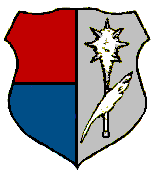
Martinszell im Allgäu
Kreis Schiers
Schöllkrippen
Waakirchen
Werther (Westf.)